# Леонтьево (Вологодская область)
Леонтьево — деревня в Череповецком районе Вологодской области.
Входит в состав Малечкинского сельского поселения, с точки зрения административно-территориального деления — в Малечкинский сельсовет.
Расстояние по автодороге до районного центра Череповца — 26 км, до центра муниципального образования Малечкино — 7 км. Ближайшие населённые пункты — Климово, Парфеново, Старина, Киселево.
По переписи 2002 года население — 6 человек.